# 苏木生小煤炱
苏木生小煤炱（学名：Meliola caesalpiniicola）是属于小煤炱目小煤炱科小煤炱属的一种真菌，寄生在云实属植物上。该种分布于中国、菲律宾。